# Kozia skala
Kozia skala (1202 m) – szczyt w Wielkiej Fatrze na Słowacji. Wznosi się nad wsią Folkušová w zakończeniu północno-zachodniego grzbietu odchodzącego od niższego wierzchołka Suchego Wierchu. Grzbiet ten oddziela Necpalską dolinę od Gaderskiej doliny i jej górnej części – Dedošowej doliny. W południowym kierunku stoki szczytu Kozia skala opadają stromo do dna Gaderskiej doliny, w północnym od jej prawie poziomej grani szczytowej opadają dwa boczne grzbiety: Červený grúň z Brotnicą i Lazce.
Kozia skala zbudowana jest ze skał wapiennych. Jest porośnięta lasem, ale są w nim bardzo liczne wapienne skały i ściany, zwłaszcza w zboczach Gaderskiej doliny (tzw. Horné piesky). Skalisty jest również szczyt. Cały masyw znajduje się na obszarze Parku Narodowego Wielka Fatra i nie prowadzi przez niego żaden szlak turystyczny.